# Herb Rakowa
Herb Rakowa – w srebrnym polu czerwony rak w słup.
27 marca 1567 Jan Sienieński herbu Dębno, na podstawie specjalnego przywileju uzyskanego od Zygmunta II Augusta, wydał akt erekcyjny dla założonego swego prywatnego miasta zwanego Rakowem. Nazwa i herb miasteczka pochodzi od herbu Jadwigi Gnoińskiej, żony Jana Sienieńskiego, której rodowym godłem był herb Warnia (inaczej: Rak).